# Krampenburg

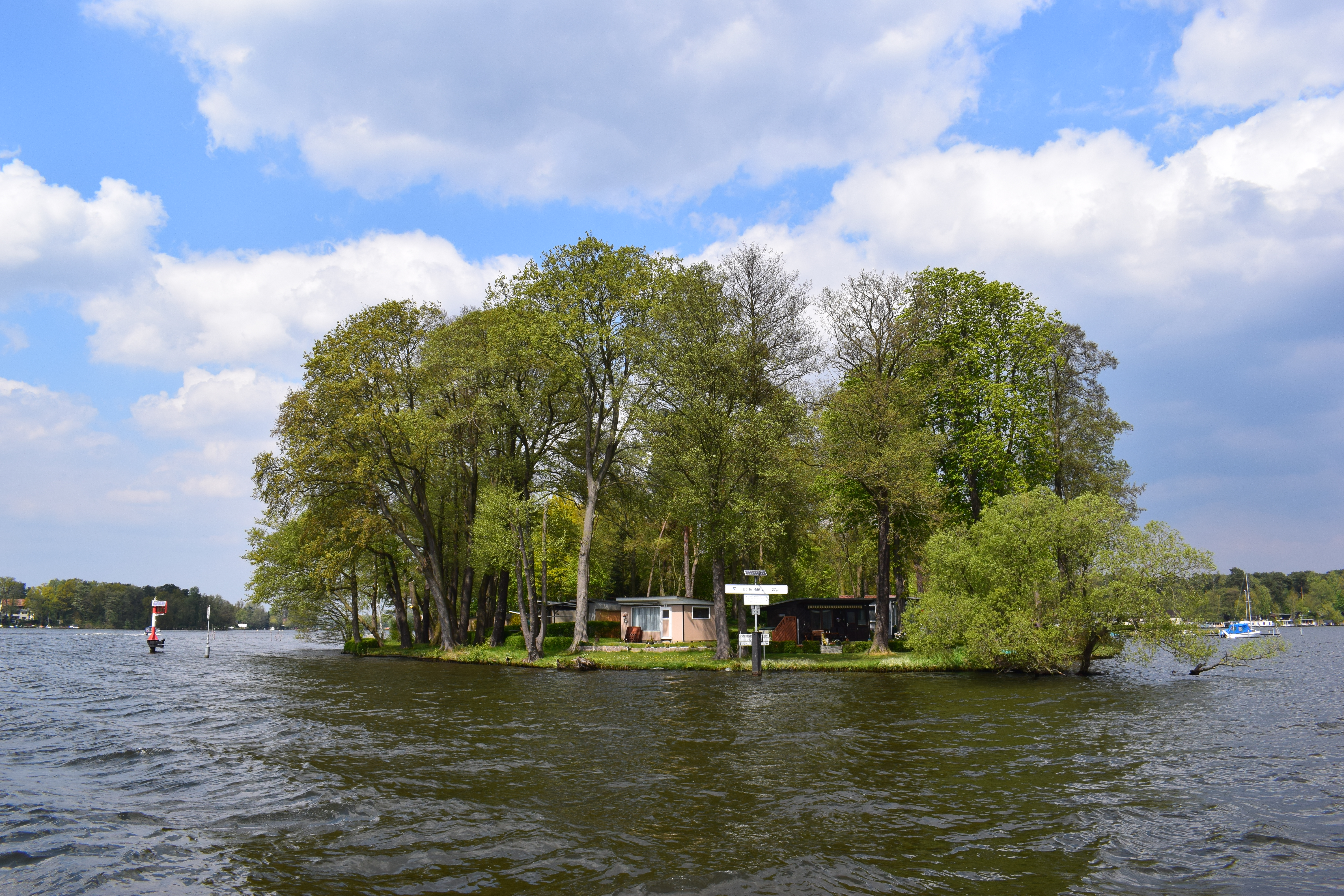
Krampenburg zwischen Langem See (links) und Großer Krampe (rechts)

Als Krampenburg wird die Halbinsel mit der ehemaligen Gaststätte Krampenburg auf der Landzunge zwischen der Großen Krampe und dem Langen See im Berliner Forst Köpenick (Bezirk Treptow-Köpenick) bezeichnet.
Die Gaststätte wurde 1906 nach einjähriger Bauzeit eröffnet. Der Restaurationsbetrieb bestand unter anderem aus einem großen Saal mit einem Fassungsvermögen für 3000 Personen, einem Aussichtsturm und Nebeneinrichtungen wie Kegelbahnen, Schieß- und Würfelbuden, Karussells und Schaukeln. Auf beiden Seiten konnten große Dampfschiffe anlegen.
Um 1916 entstanden bei der Gaststätte neue Wirtschaftsräume und vereinzelte kleine Hütten, ab 1930 wurden sie zu Lauben umgebaut und schrittweise erweitert. Die Nutzer der Lauben suchten im Zweiten Weltkrieg dort vielfach Zuflucht vor den Luftangriffen auf Berlin. Seit 1947 befindet sich auf der Landzunge offiziell eine Laubenkolonie.
Das Ausflugslokal wurde 1977 geschlossen und 1978 an ein Unternehmen aus Ruhla verkauft. Dieses Unternehmen riss ohne Baugenehmigung die Gaststätte teilweise ab und nahm einige bauliche Veränderungen vor, weiterhin wurden 60 auf dem Grundstück wachsende Bäume gefällt. Die Behörden verhängten daraufhin einen Baustopp. Das Gebäude ist heute nur noch als Ruine teilweise erhalten.
Das Gebiet Krampenburg ist heute im Flächennutzungsplan als Grünfläche mit Zweckbestimmung „Wassersport“ und „Camping“ ausgewiesen.
In der Sommersaison verkehrt die Fährlinie F21 der BVG zwischen Krampenburg und Schmöckwitz.

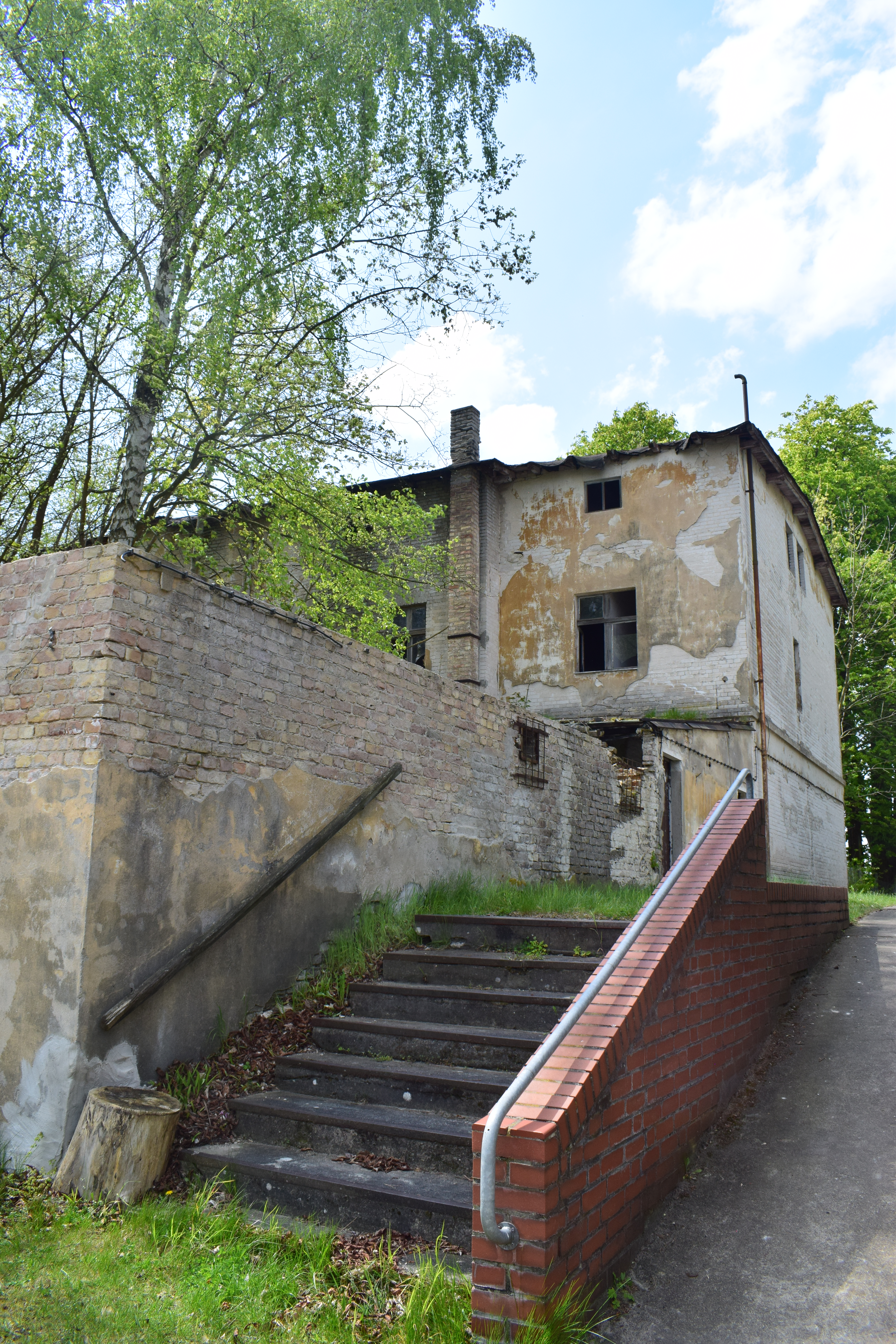
Ruine der früheren Gaststätte
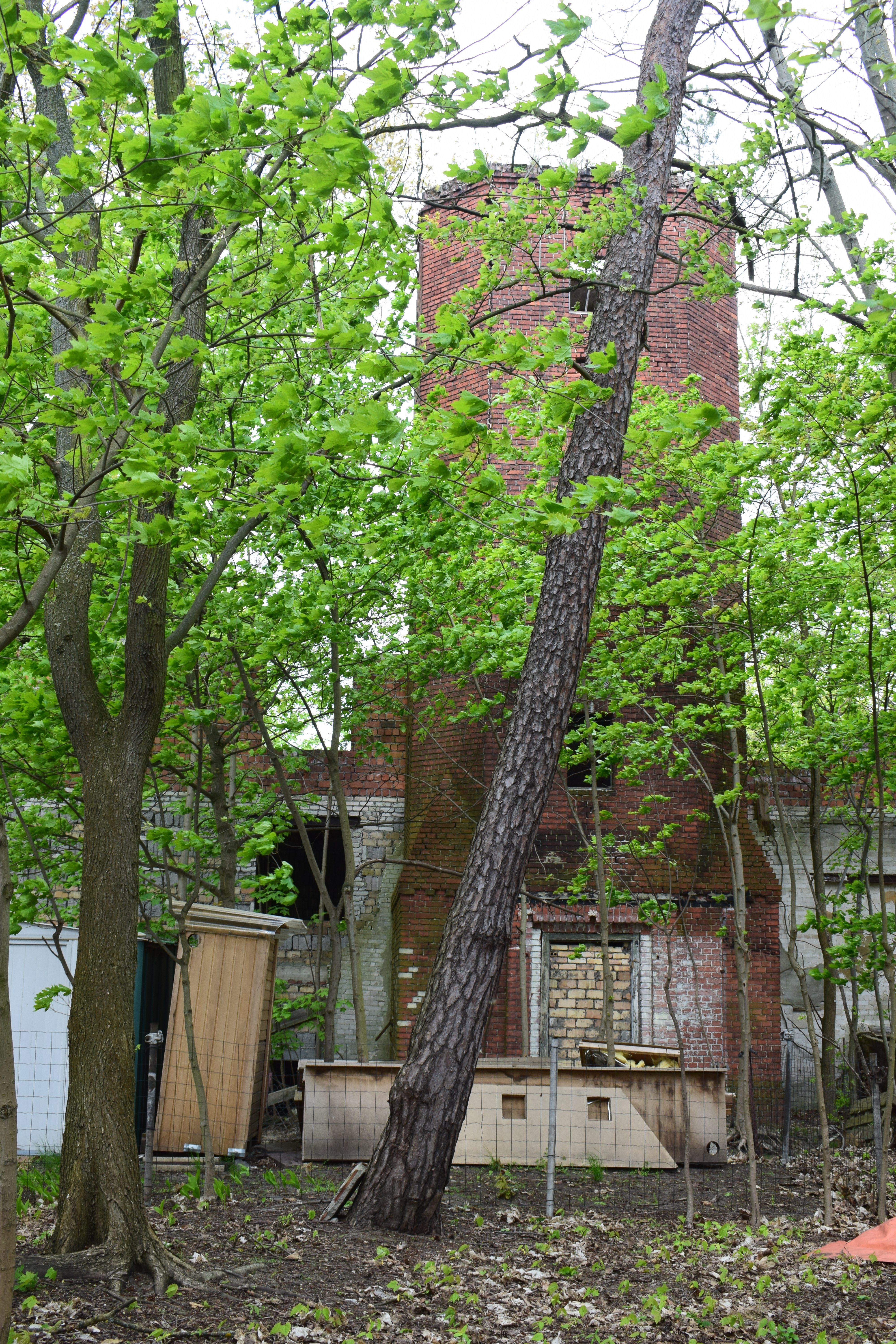
Ruine der früheren Gaststätte
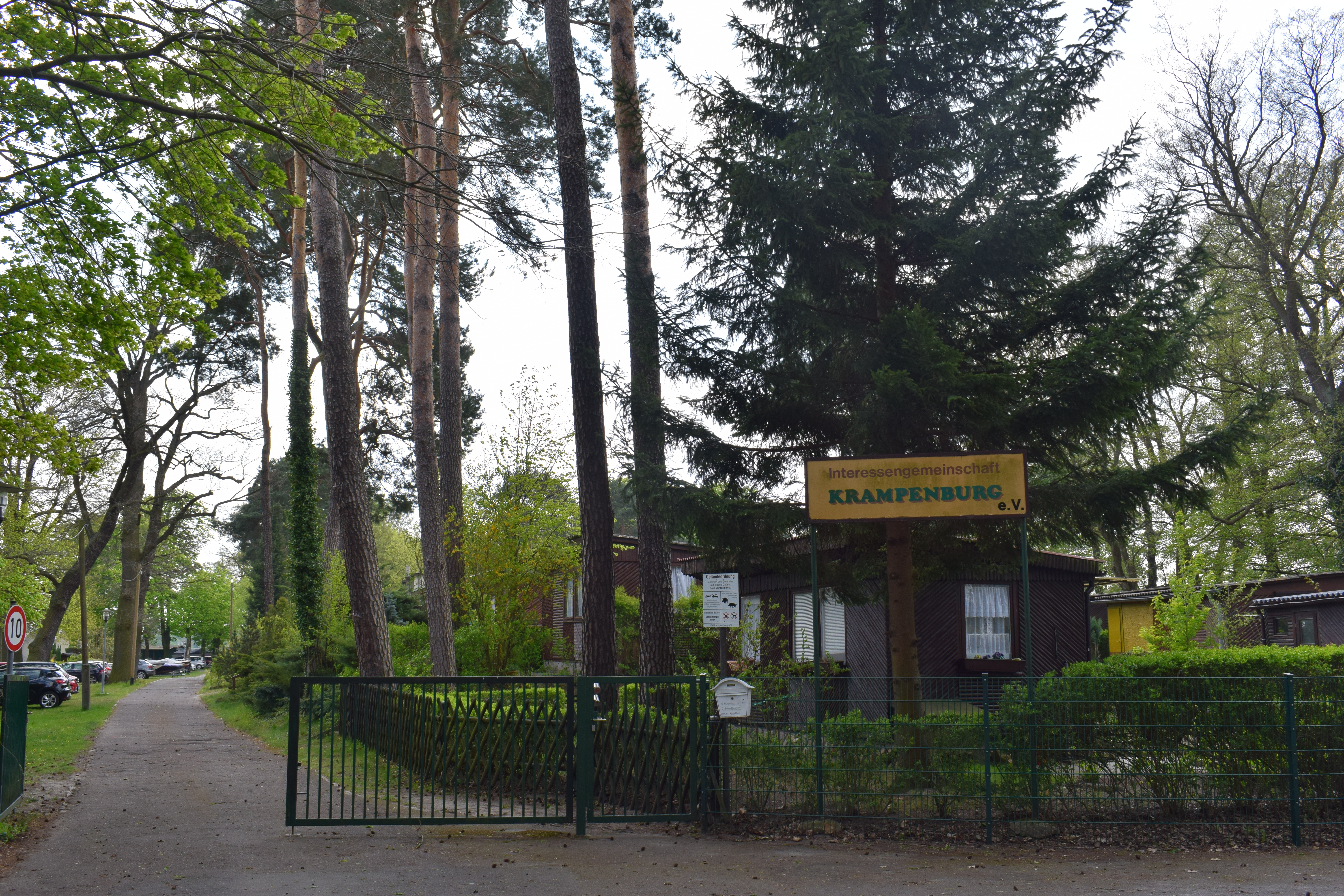
Zugang zur Krampenburg
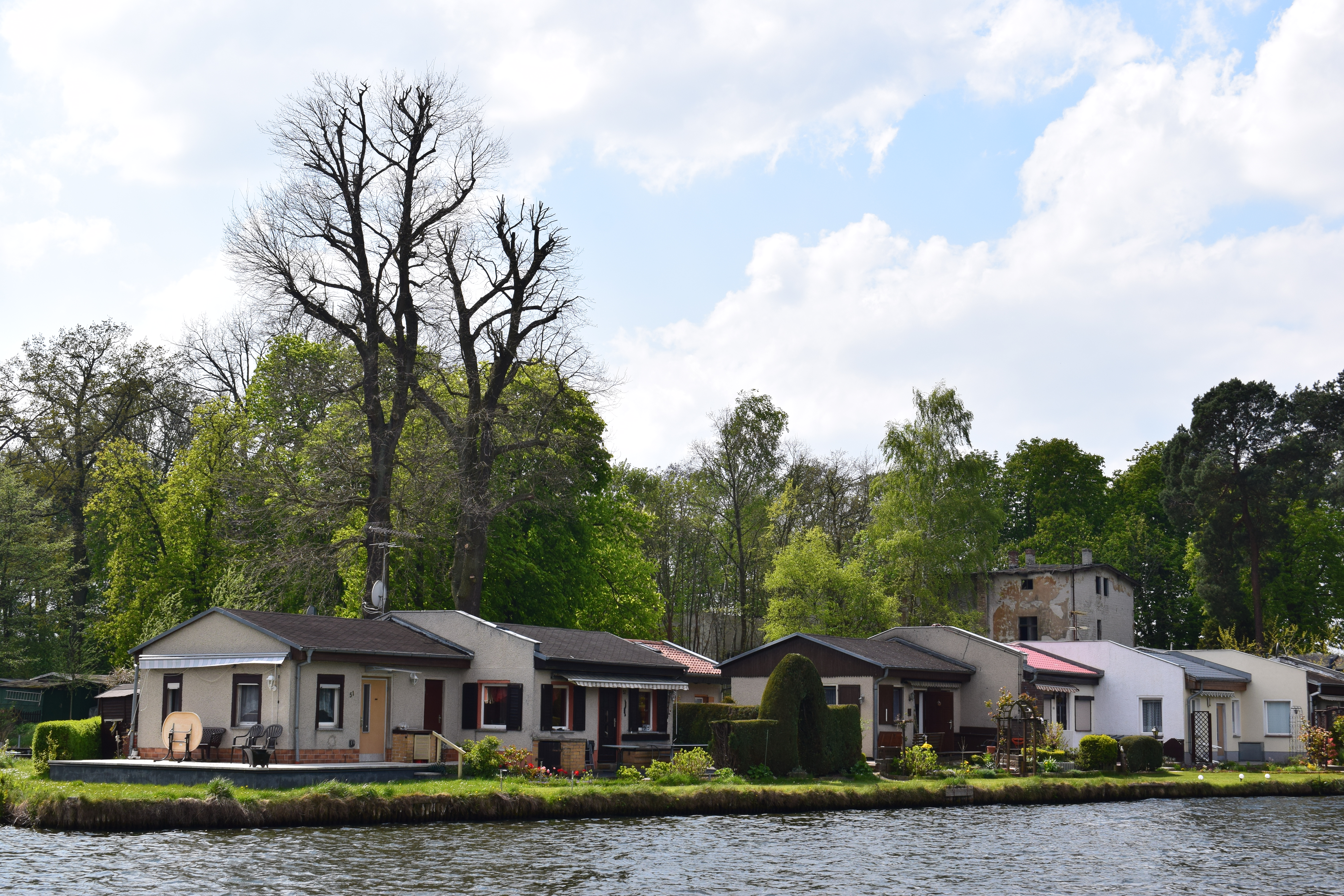
Lauben auf der Krampenburg